# Kōkei
Kōkei (jap. 康慶) (floruit 1151 – 1197) – japoński rzeźbiarz, uważany za pierwszego artystę szkoły Kei.

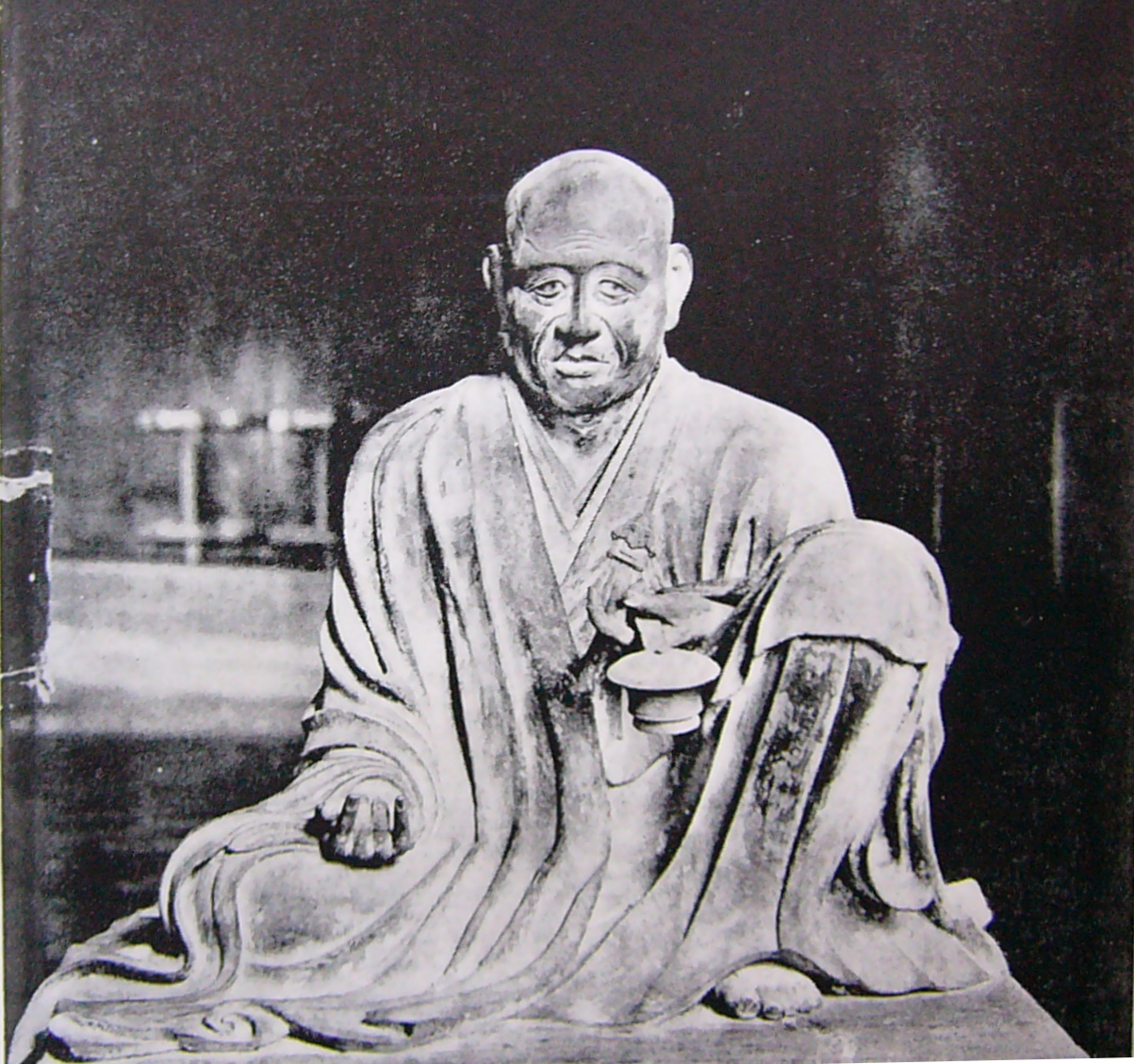
Posąg Gyōgi, jednego z Sześciu Patriarchów Szkoły Hossō

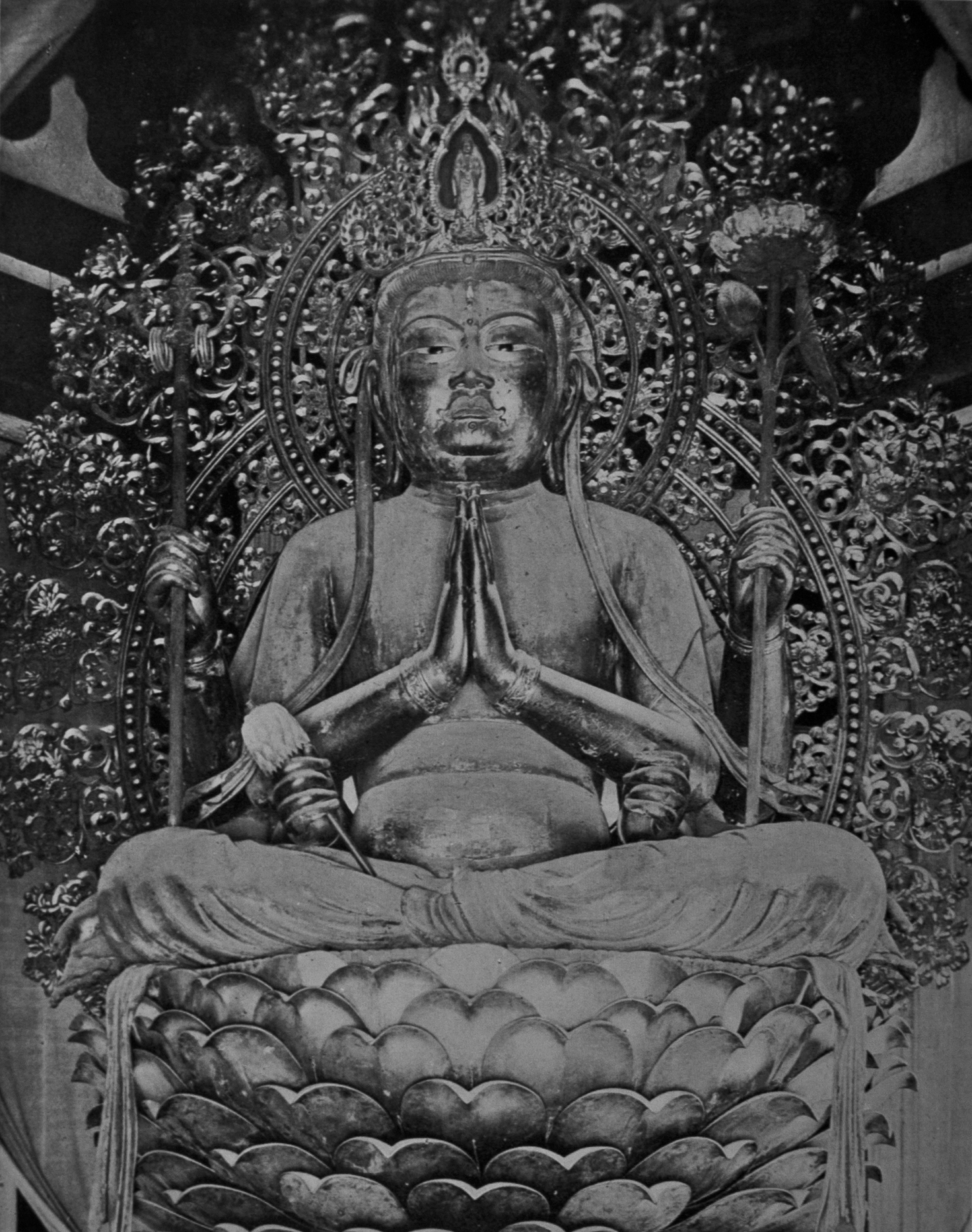
Posąg Fukūkenjaku Kannon

Był jednym z Nara busshi, „buddyjskich rzeźbiarzy z Nary”, mających swoja siedzibę w świątyni Kōfuku-ji. Wydaje się że był uczniem Kōchō. Najwcześniejsze dzieło dające mu się przypisać na podstawie zachowanych dokumentów to obraz Kichijōten wykonany w 1151 (nie zachował się). W nagrodę za wykonane prace w 1183 otrzymał honorowy tytuł hokkyō, a w 1194 hōgen. Podczas odbudowy Kōfuku-ji, która spłonęła w 1180, sprawował nadzór nad stworzeniem buddyjskich posągów w sali Nan’endō. W 1189 ukończył drewniane rzeźby Fukūkenjaku Kannon (zobacz ilustracja), Czterech Królów Nieba i Sześciu Patriarchów Szkoły Hossō (zobacz ilustracja) (wszystkie zachowane). Jego ostatnie znane prace pochodzą z 1197 (m.in. maska gigaku), prawdopodobnie zmarł niedługo później. Uważany za pioniera realistycznego stylu typowego dla okresu Kamakura. Z tego powodu jest pierwszym rzeźbiarzem zaliczanym do szkoły Kei. Ojciec Unkei, nauczyciel i przybrany ojciec Kaikei.